# Dinera calcium
Dinera calcium là một loài ruồi trong họ Tachinidae.